# Hembury
Hembury es un recinto de fosos del Neolítico y un castro de la Edad del Hierro cerca de Honiton en Devon, Inglaterra. Su historia se extiende desde finales del quinto milenio y principios del cuarto antes de Cristo hasta la invasión romana. El fuerte está situado en un promontorio orientado al sur al final de una cresta de 240 m de altura en Blackdown Hills. Se encuentra al norte y domina el valle del río Otter y esta ubicación probablemente se eligió para brindar buenas vistas del campo circundante, así como por razones defensivas.

## Etapas de ocupación

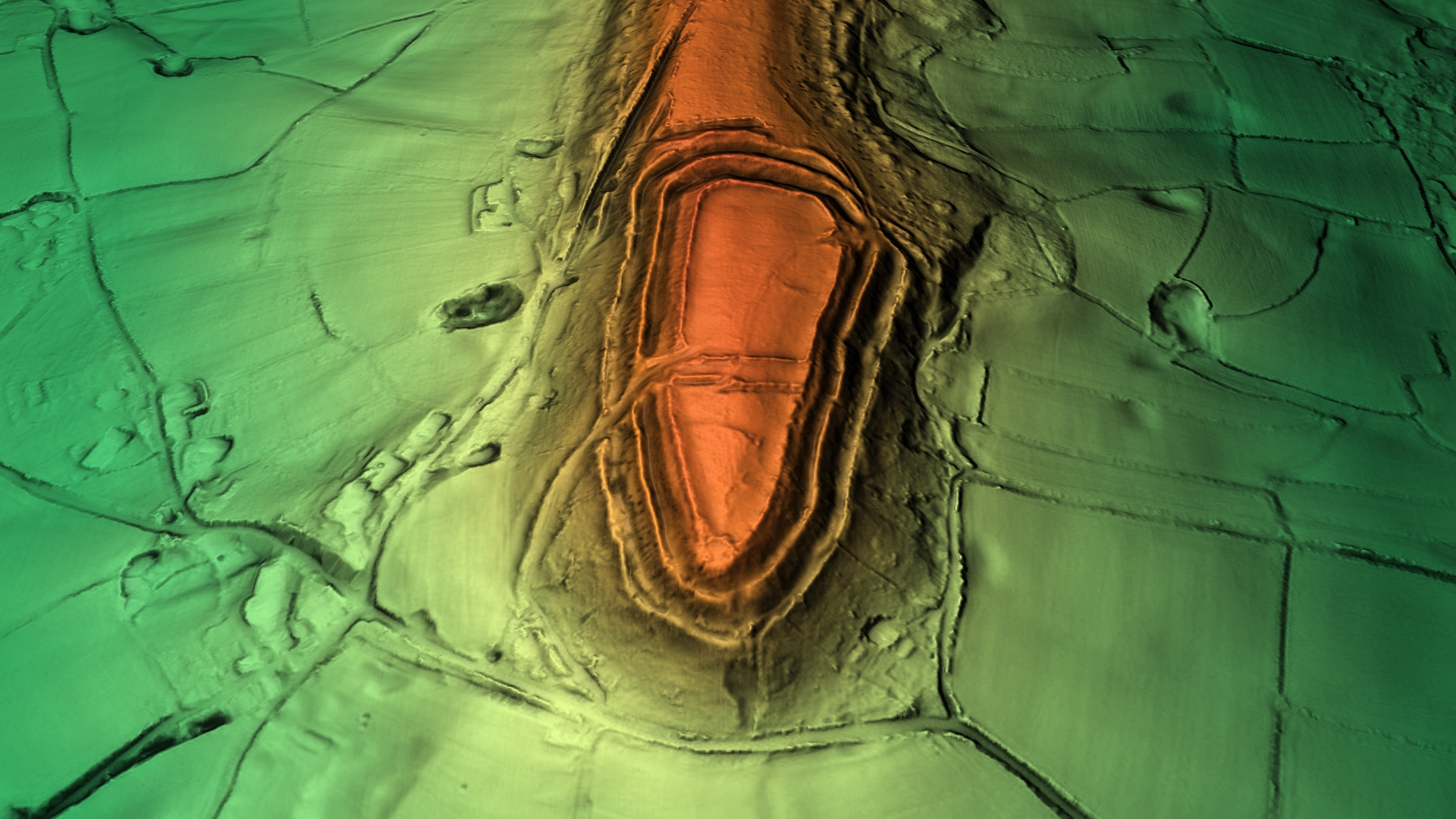
Modelo digital del terreno.

Originalmente un sitio neolítico, más tarde se construyó un fuerte de la Edad del Hierro en el mismo sitio.
Fue excavado entre 1930 y 1935 por Dorothy Liddell, quien identificó una entrada con estructura de madera al recinto y una disposición ovalada de hoyos para postes en el medio que interpretó como un edificio destruido por un incendio antes de que se construyeran las obras de tierra del recinto. Otras evidencias de ocupación neolítica incluyeron cerámica, pedernales, hachas, molinillos y grano carbonizado.
Durante una excavación en la década de 1980 dirigida por Malcolm Todd, se encontraron evidencias arqueológicas en el sitio de la ocupación militar romana, lo que sugiere un fuerte dentro del sitio existente de la Edad del Hierro.

## Artículos de Hembury
El sitio ha dado su nombre a algunas de las primeras cerámicas neolíticas en el sur de Gran Bretaña después de que Dorothy Liddell encontrara una gran colección de piezas de este tipo de cerámica durante las excavaciones. La cerámica de cerámica de Hembury se caracterizaba generalmente por cuencos de fondo redondo con asas . Gran parte se hizo más al oeste, alrededor de The Lizard usando arcilla gabroica y se comercializó en todas las islas británicas. Se hizo a finales del quinto milenio a. C. y principios del cuarto milenio a. C. Varias piezas de cerámica Hembury se exhiben en el Royal Albert Memorial Museum en Exeter, Devon.